# Bloc Party
Bloc Party je angleška rock skupina, ki je bila ustanovljena leta 2003. V času svojega delovanja so izdali tri albume. Njihov prvenec Silent Alarm iz leta 2005 je revije NME nagradila za najboljši album leta. Dve leti kasnje so izdali album A Weekend in the City in leta 2008 še Intimacy.

## Zasedba
- Kele Okereke - vokal/kitara
- Russell Lissack - kitara
- Gordon Moakes - bas
- Matt Tong - bobni

## Diskografija
- Silent Alarm (2005)
- A Weekend in the City (2007)
- Intimacy (2008)